# 萊梅克河
51°13′07″N 8°32′30″E / 51.2186638889°N 8.5417638889°E
萊梅克河（德語：Lemecke），是德國的河流，位於該國西部，處於北萊茵-威斯特法倫州，屬於魯爾河的左支流，河道全長1.8公里，流域面積1.1平方公里，發源自溫特貝格以北。